# コスタリカの軍事

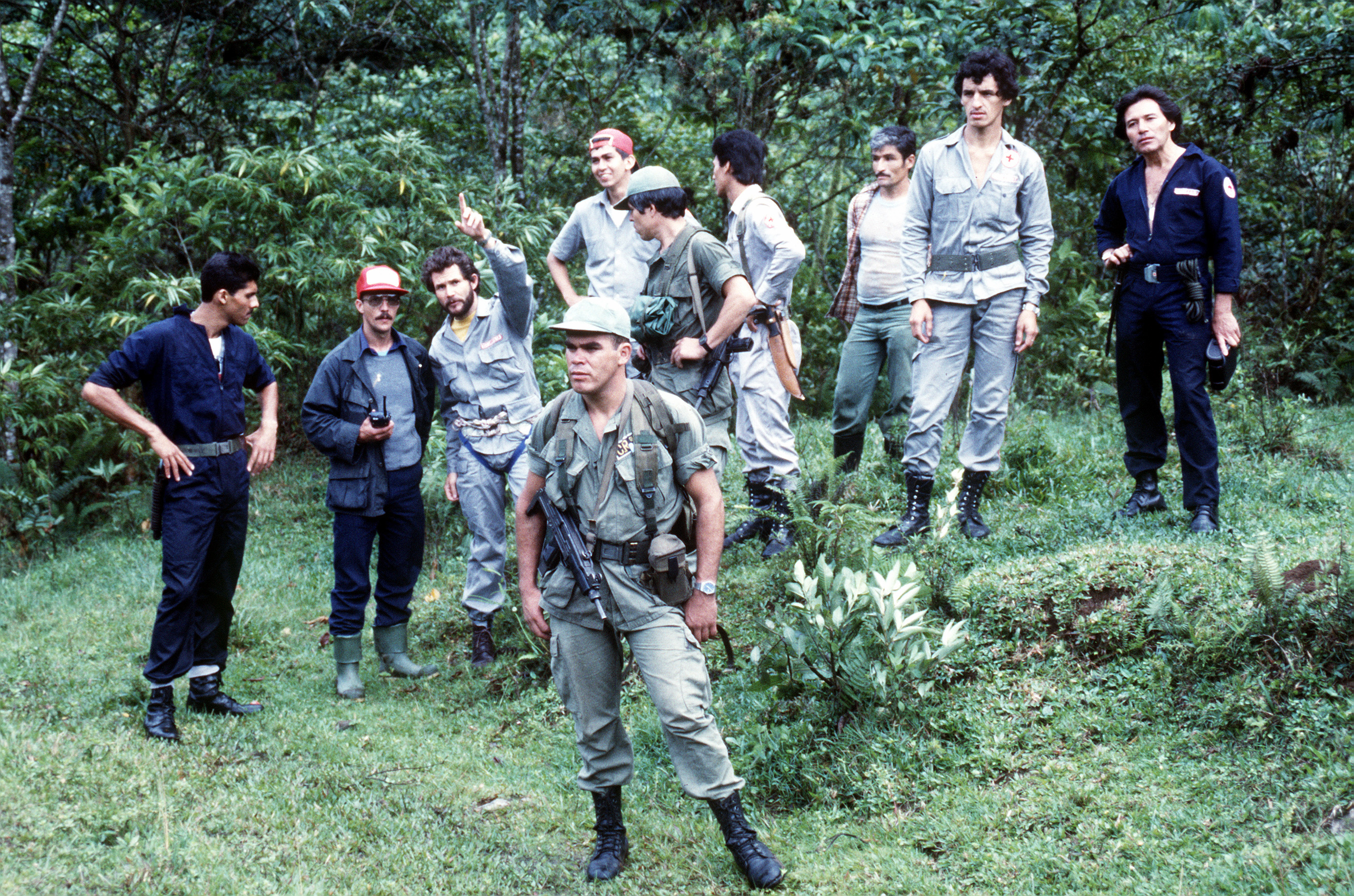
アメリカ陸軍特殊部隊群および赤十字社と協同して活動するコスタリカの武装警官

本項では、コスタリカの軍事組織について述べる。

## 軍隊
1949年、コスタリカは憲法で常備軍を廃止し、以後は集団警備力として準軍事組織に頼ってきた。ただし憲法上で放棄されたのは常備軍であり、必要に応じて軍を臨時に設置することは法的に認められている。国家の非常事態の際には、国会議員の3分の2の賛成投票により、大統領に徴兵制の実施及び軍隊の編成の権限が与えられる。
また常備軍が廃止されたあとも、野党勢力によるクーデターを警戒して、与党支持者による予備役・民兵組織は残されており、毎週末に訓練が行われた。更に1980年代には、サンディニスタ民族解放戦線（FSLN）の脅威を背景として、民兵の強化が図られた。上記のように国民解放党（PLN）が在郷軍人を組織化していたほか、政府も1982年に国家緊急人民組織（de la Organización para Emergencias Nacionales, OPEN）を編成しており、1984年の時点で前者は10,000名、後者は6,500名の兵力を確保していたほか、小規模な組織も多数発足していたが、こちらはいずれも極右の反共組織であった。これらの民兵・私兵組織を全てあわせると、少なくとも20,000名の人数が確保されていた。またアメリカ軍により軍事訓練を受けた部隊として、1982年にはコンドル大隊、1983年にはコブラ大隊が発足した（いずれも200名規模）。1985年には、アメリカ陸軍特殊部隊群による訓練キャンプも設置された。その後、1986年に成立したアリアス政権下での非武装化の方針を受けて、アメリカ軍は撤退した。
2010年から2015年にかけてのニカラグアとの紛争の際にも、国境を警備するための民兵組織が結成されたが、外務大臣はこれらの組織に対して否定的な見解を示した。特に国防愛国戦線は米州学校の卒業生にして公安部隊の元司令官であるホセ・ファビオ・ピサロによって創設された有力な組織だったが、メキシコの犯罪組織と協力して麻薬の密輸を行っていたことが発覚し、ピサロ大佐は逮捕されて組織は解体された。

## 公安部隊

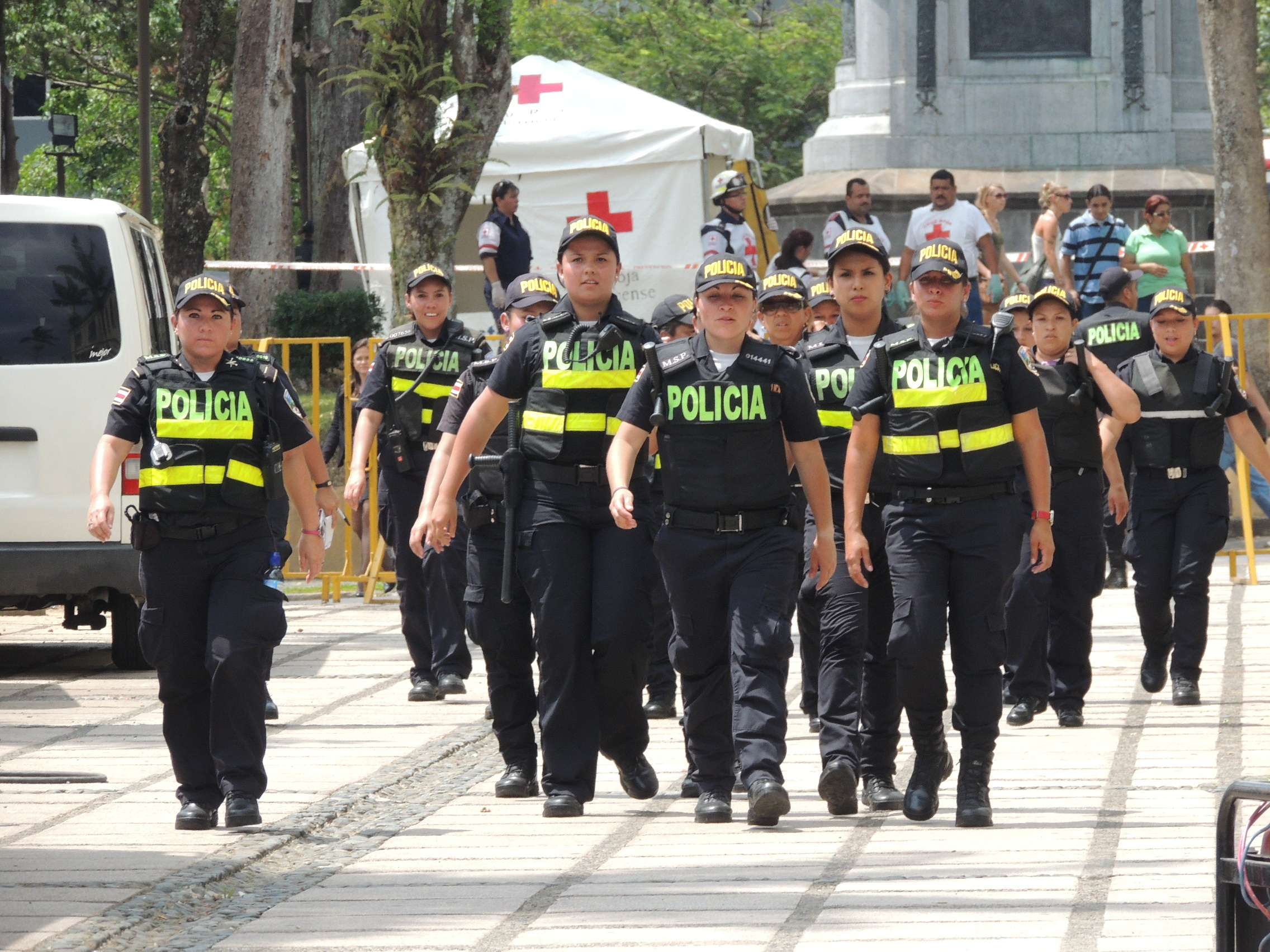
立法議会警備にあたる警察部隊

公安部隊（Fuerza Pública）は公安省の管理下で警邏・警備警察における集団警備力を担う組織であり、1994年から1996年にかけて、既存の治安警備隊（Guardia Civil）、地方支援警備隊（Guardia de Asistencia Rural）、外勤警察（Policía de Proximidad）および国境警備隊（Guardia de Fronteras）を順次に統合再編して編成された。憲法で常備軍が禁止されていることから、「国の自主性を守る」「公安・秩序を守る」「住民の安全を守る」という3つの役割が付与されている。
公安現役部隊担当副大臣（Viceministerio Unidades Regulares de la Fuerza Pública）の指揮下にある。内部部局として警務局（Dirección de Operaciones）、特殊部隊局（Dirección de Unidades Especializadas）、法務支援局（Dirección Policial de Apoyo Legal）、地域局（Direcciones Regionales）、行旅保安局（Dirección de Seguridad Turística）、防犯企画局（Dirección de Programas Policiales Preventivos）が設置されている。また地方支分部局として11個の州部局、その下部組織として93個の警察署が設置されている。合計で12,600名の人員を擁するが、国際戦略研究所では、このうち9,000名を準軍事的要員として数えている。これらの準軍事的要員は、国内の治安維持や麻薬戦争、犯罪対策だけでなく、地域の平和維持活動にも投入されている。
特殊部隊として、特殊部隊局には警察介入部隊（Unidad de Intervención Policial, UIP）および特殊支援部隊（Unidad Especial de Apoyo, UEA）が設置されている。なお、その他の法執行機関でも、大統領府には特殊介入部隊（Unidad Especial de Intervención, UEI）、司法捜査局（OIJ）には戦術対応部隊（Servicio de Respuesta Táctica, SERT）が設置されている。これらの特殊部隊は、アメリカ合衆国など域外からの軍事訓練を受けているが、このようにアメリカ軍特殊部隊からの訓練を受けていることについては、コスタリカ国内でも批判を受けることもある。またアメリカ陸軍米州学校に入校している警察官もおり、2007年までに合計で約2,600人の警察官を派遣してきた。ただし同国が派遣したコブラ部隊を含めて、同校の卒業生には人権侵害などの問題が多く指摘されており、同年で派遣を打ち切ることが決定された。
上記の通りに複数の組織を統合して編成されたこともあり、小火器は極めて多彩である。常備軍廃止直後、アメリカ合衆国からM1911A1拳銃およびスミス&ウェッソン .38口径拳銃、M3サブマシンガン、M1カービン、M1小銃およびブローニングM1919重機関銃が供与された。またその後、様々なルートから、H&K MP5、M16A1、65式歩槍、IMI ガリル、FN FAL、スプリングフィールドM14、ドラグノフ狙撃銃、M203 グレネードランチャー、M60機関銃が入手された。重火器として、少数の60mmおよび81mm迫撃砲を保有する。サンディニスタによる航空攻撃に対処するため20mm対空砲を保有していたが、これは2017年現在退役状態にある。またM3装甲車やM113装甲兵員輸送車、UR-416装甲兵員輸送車も保有していたが、30年来、活動実態が確認されていない。

## 沿岸警備隊
沿岸警備隊（Servicio Nacional de Guardacostas）は、治安警備隊海上部隊（Guardia Civil Sección Maritimo）を改称して設置された。特種部隊担当副大臣（Viceministerio Unidades Especiales）の指揮下にあり、2018年現在、人員400名、巡視艇8隻を擁している。
最有力の「イスラ・デル・ココ」は1978年にアメリカ合衆国製の民間向けクルーザーを購入したもので、満載排水量118トン、全長31.73メートルで、最大速力33ノット、ブローニングM2重機関銃および60mm迫撃砲を搭載している。またアメリカ沿岸警備隊の退役船艇の取得も計画されている。

## 航空部隊
航空部隊（Servicio de Vigilancia Aérea de Costa Rica）は、特種部隊担当副大臣（Viceministerio Unidades Especiales）の指揮下にあり、2018年現在、人員400名、航空機20機（小型輸送機3機、軽飛行機14機とヘリコプター3機）を擁している。保有機材は下記の通りである。
- セスナ 210×4機
- セスナ 206G×4機
- デ・ハビランド・カナダ DHC-7×1機
- パイパー PA-31×2機
- パイパー PA-34×2機
- パイパー PA-23×1機
- セスナ 182RG×1機
- Y-12×2機
- MD 500E×2機
- MD 600N×1機

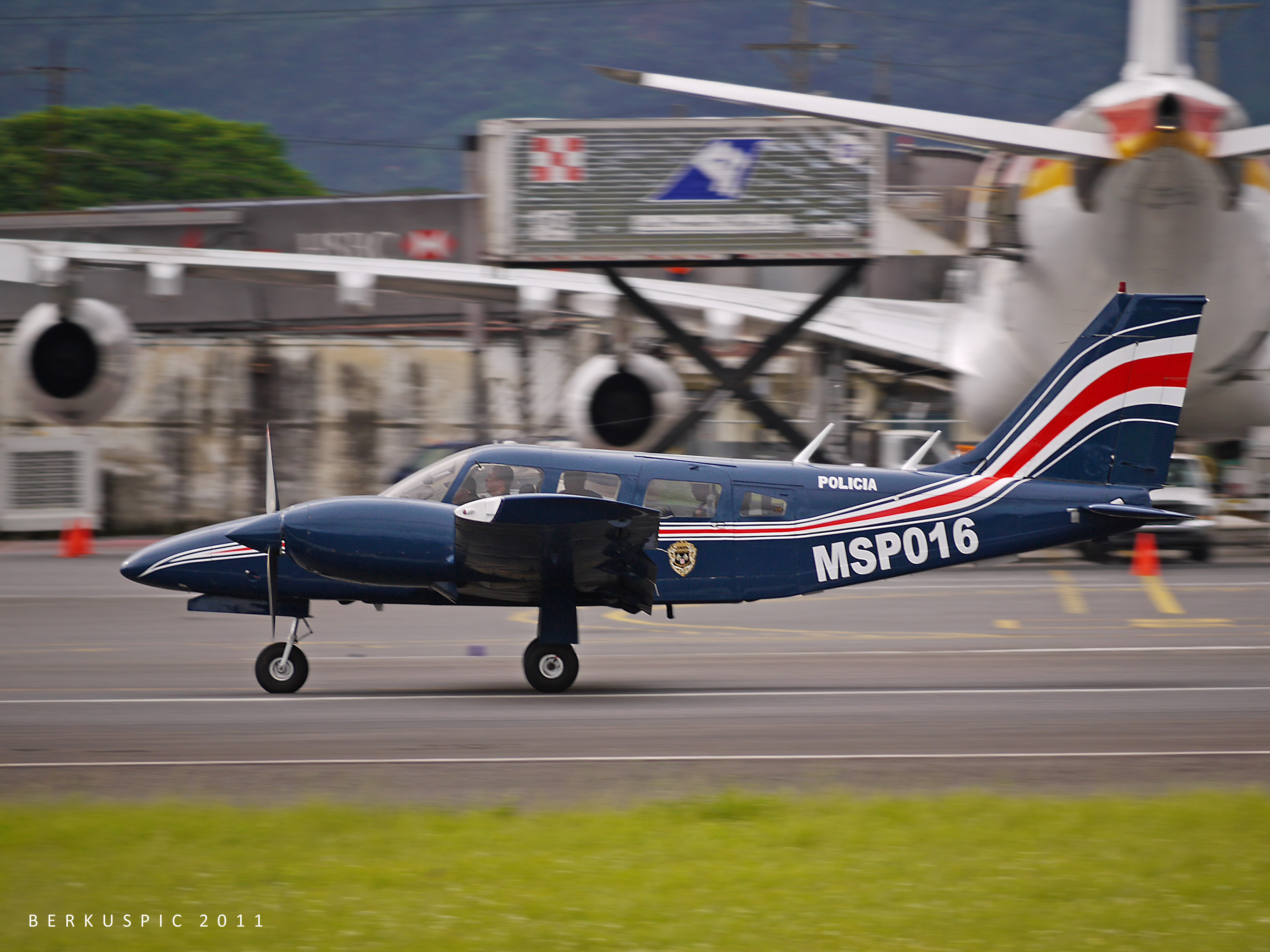
パイパー PA-34

また2018年には、アメリカからUH-1を4機導入した。